# Смоленський Ілля Леонідович
Ілля Леонідович Смоленський (нар. 1872, Одеса — пом. не раніше 1933) — український теоретик історичної науки, дослідник соціально-економічного розвитку України кінця XVIII — початку XIX століття. Член одеської української «Громади» та товариства «Просвіта».

## Життєпис
Народився в Одесі у родині Леоніда Анастасійовича та Олени Самійлівни Смоленських. Був вихованцем історико-філологічного факультету Київського університету Св. Володимира, викладав історію в одеських гімназіях та училищах.
Смоленський був лідером одеської української «Громади» в останні десятиліття ХІХ. Під час навчання в одній з одеських гімназій був членом одеської української «Молодої громади».
На початку ХХ століття брав активну участь у роботі ІФТ при ІНУ. У 1902—1904 роках виголосив дві доповіді про сутність історії та недосконалість існуючого правописання. Обидві доповіді викликали жваву дискусію. Згодом емігрував до Росії, до Санкт-Петербурга, але не поривав зв'язків з Одесою. Свої праці друкував у друкарні Фесенка.
Захоплювався психологією та теософією. Опублікував низку оригінальних праць з філології, етики (дослідження феномену сором'язливості, особливості почуття кохання у чоловіків), розробив анкету про прояви таємничого та надприродного. Читав публічні лекції.
Після більшовицького перевороту залишився жити в Росії. На початку 1930-х мешкав у Москві, студіював історичну географію півдня України першої половини XVIII ст., зокрема, про російсько-турецький кордон часів Гетьмана Івана Мазепи.

## Наукові пріоритети
У невеликій творчій спадщині особливе місце належить нарису про особливості історії як сфери знання та предмету викладання. Поява цієї праці була зумовлена загальною кризою історичної науки, підвищенням інтересу істориків до теоретичних аспектів своєї науки. Відомо, що Смоленський мріяв написати брошуру з викладом своїх поглядів на філософію історії. На основі опрацювання теоретико-методологічних праць російсько-імперських істориків (М. Карєєва, В. Іконнікова, Є. Тарлє) та західноєвропейських (Ланглуа, Сеньобоса) доводив, що історія не має права претендувати на звання науки, адже достовірність здобутих істориками фактів є дуже сумнівною.
Ставив питання про можливість передбачення в історії, тенденційність, вибірковість фактів. На його думку, історики ще дуже мало зробили для того, аби довести корисність своєї науки. Окреме місце присвятив питанню про стиль наукових історичних праць та дидактику історії. Вважав, що стиль більшості історичних праць є незадовільним, адже автори зловживають термінологією, беруть на себе роль суддів, що завдання історика не засуджувати, а пояснити явище. Заперечував змішання патріотичних та дидактичних завдань історика. Вважав, що історія не має викладатись у середній школі, а лише на старших курсах ун-тів. Незважаючи на певний радикалізм, спромігся актуалізувати в одеському інтелектуальному середовищі низку «вічних» проблем історичної науки.

## Праці
- История как наука и как предмет преподавания (переоценка исторических знаний). Историко-методологический этюд. — В. 1. — Одесса, 1906;
- Бюрократична верхівка на Україні наприкінці XVIII і на початку ХІХ ст. // Україна. — 1930. — Липень-серпень.